# Villeneuve-les-Bordes
Pour les articles homonymes, voir Villeneuve.
Villeneuve-les-Bordes est une commune française située dans le département de Seine-et-Marne en région Île-de-France.

## Géographie

### Localisation
Le village se trouve à 16 km au nord-est de Montereau-Fault-Yonne et à 9 km au sud de Nangis.

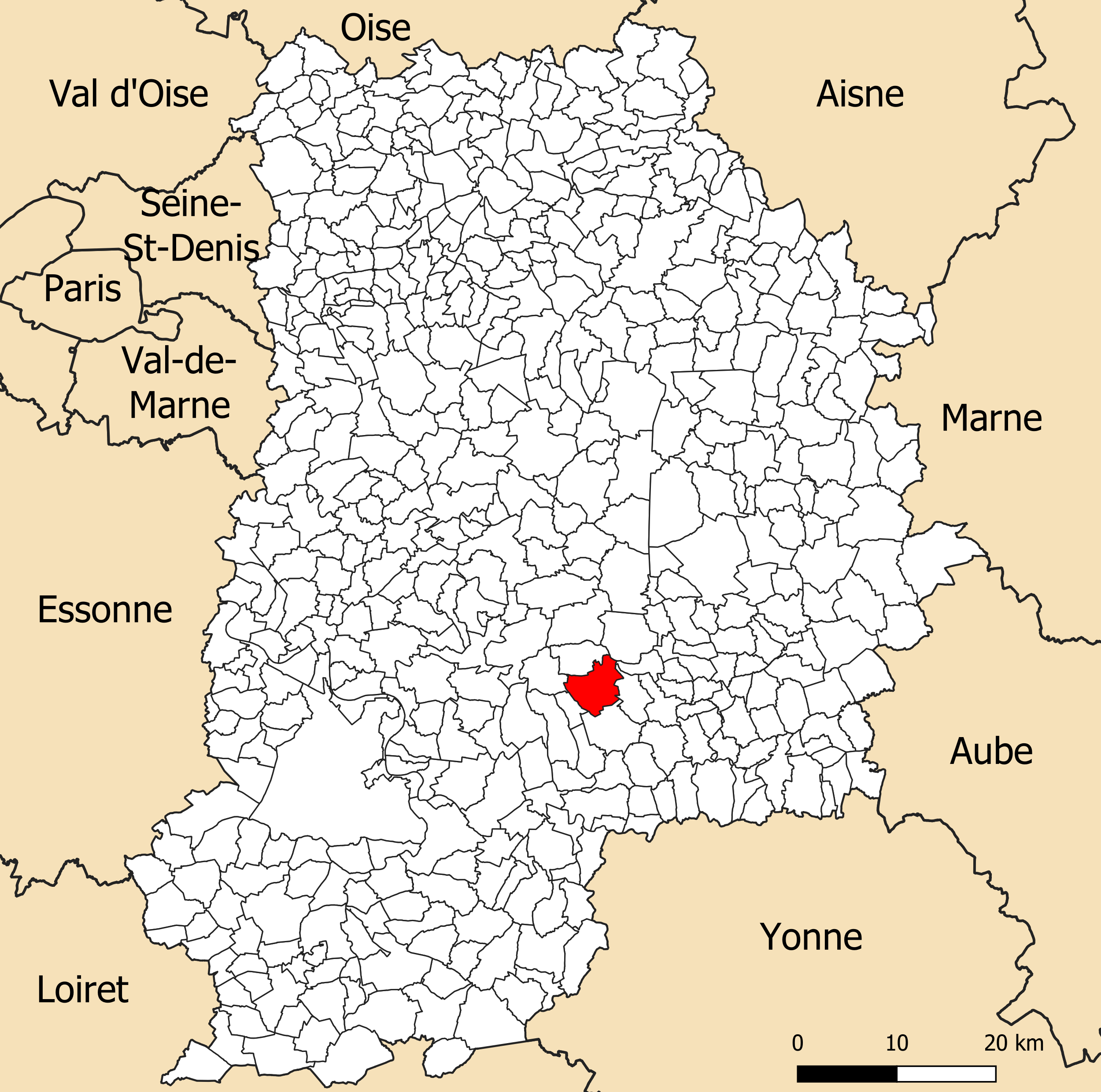
Localisation de la commune de Villeneuve-les-Bordes dans le département de Seine-et-Marne.

Située en plein cœur de la Brie humide, en Seine-et-Marne, Villeneuve-les-Bordes est entourée de champs céréaliers : blé, maïs, orge, colza.
D'anciens et mystérieux corps de ferme isolés sur de petites routes cachées dans de grandes forêts clôturées où le gibier abonde confèrent tout leur charme à cette région.

### Communes limitrophes
| Fontains            | Rampillon             | Meigneux        |
| La Chapelle-Rablais | Villeneuve-les-Bordes |                 |
| Coutençon           | Montigny-Lencoup      | Gurcy-le-Châtel |

### Géologie et relief
L'altitude de la commune varie de 117 mètres à 149 mètres pour le point le plus haut, le centre du bourg se situant à environ 144 mètres d'altitude (mairie). Elle est classée en zone de sismicité 1, correspondant à une sismicité très faible.

### Hydrographie

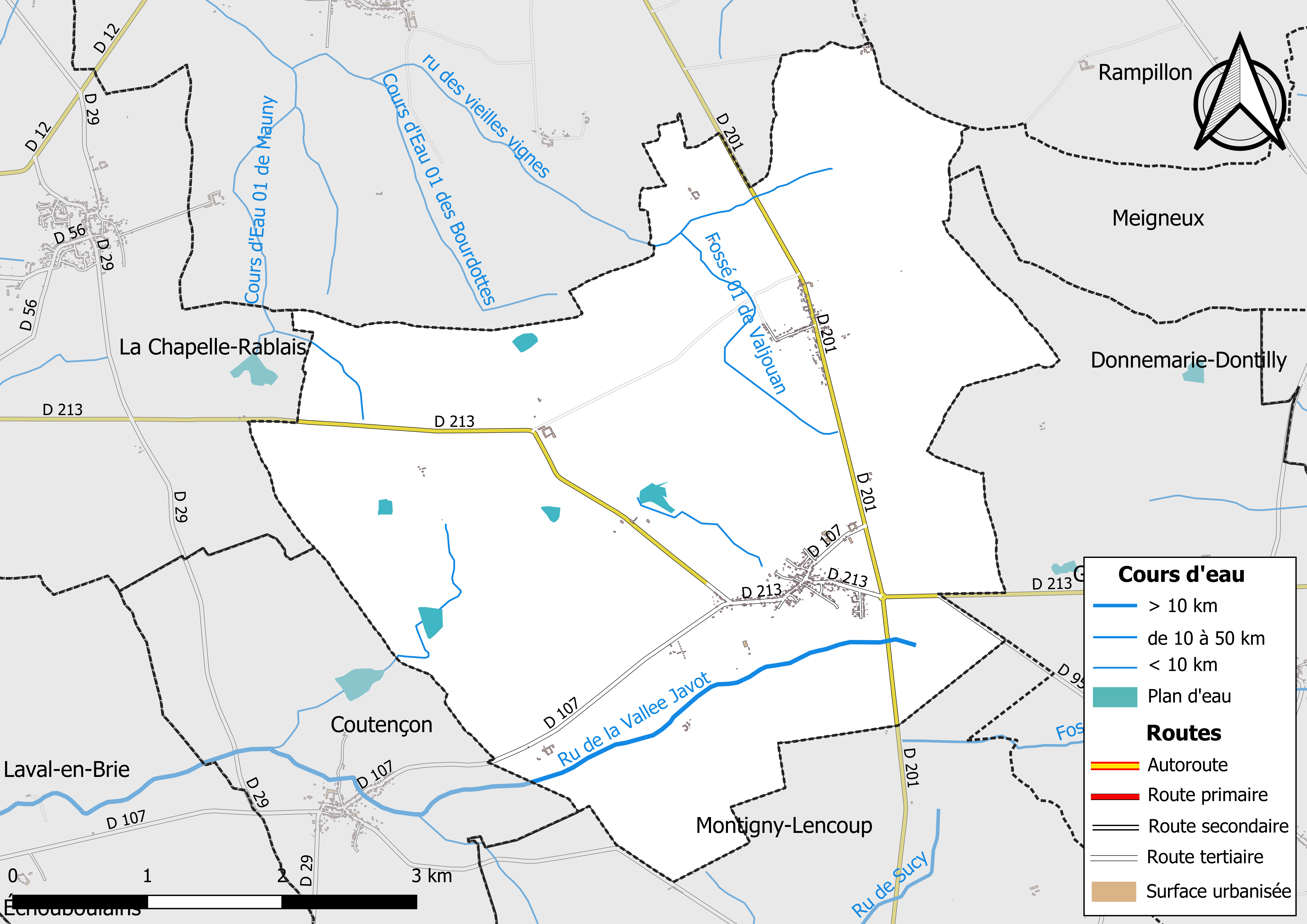
Carte des réseaux hydrographique et routier de Villeneuve-les-Bordes.

Le système hydrographique de la commune se compose de sept cours d'eau référencés :
- le ru de la Vallee Javot, long de 28,99 km[3], affluent de la Seine ;
  - le fossé 01 de la Commune de Coutencon , 2,73 km[4] qui conflue avec le ru de la Vallée Javot ;
- le fossé 01 du Bois de Putemuse, 1,04 km[5], affluent du  cours d'eau 01 de Mauny ;
- le ru des Vieilles Vignes, 2,92 km[6], affluent du cours d'eau 01 des Bourdottes ;
  - le fossé 01 du Bois Chevalier, 1,25 km[7], et ;
  - le fossé 01 de Valjouan, 2,36 km[8], affluents du ru des Vieilles Vignes ;
- le fossé 01 de la Ferme les Fossés, 1,16 km[9].

La longueur totale des cours d'eau sur la commune est de 10,45 km.

### Climat
Pour des articles plus généraux, voir Climat de l'Île-de-France et Climat de Seine-et-Marne.
En 2010, le climat de la commune est de type climat océanique dégradé des plaines du Centre et du Nord, selon une étude du CNRS s'appuyant sur une série de données couvrant la période 1971-2000. En 2020, Météo-France publie une typologie des climats de la France métropolitaine dans laquelle la commune est exposée à un climat océanique altéré et est dans la région climatique Nord-est du bassin Parisien, caractérisée par un ensoleillement médiocre, une pluviométrie moyenne régulièrement répartie au cours de l’année et un hiver froid (3 °C).
Pour la période 1971-2000, la température annuelle moyenne est de 10,7 °C, avec une amplitude thermique annuelle de 15,5 °C. Le cumul annuel moyen de précipitations est de 718 mm, avec 11,8 jours de précipitations en janvier et 7,9 jours en juillet. Pour la période 1991-2020, la température moyenne annuelle observée sur la station météorologique la plus proche, située sur la commune de Grandpuits-Bailly-Carrois à 12 km à vol d'oiseau, est de 11,3 °C et le cumul annuel moyen de précipitations est de 704,0 mm,. Pour l'avenir, les paramètres climatiques de la commune estimés pour 2050 selon différents scénarios d'émission de gaz à effet de serre sont consultables sur un site dédié publié par Météo-France en novembre 2022.

### Milieux naturels et biodiversité
L’inventaire des zones naturelles d'intérêt écologique, faunistique et floristique (ZNIEFF) a pour objectif de réaliser une couverture des zones les plus intéressantes sur le plan écologique, essentiellement dans la perspective d’améliorer la connaissance du patrimoine naturel national et de fournir aux différents décideurs un outil d’aide à la prise en compte de l’environnement dans l’aménagement du territoire.
Le territoire communal de Villeneuve-les-Bordes comprend une ZNIEFF de type 1,,, 
les « Mares de la Ferme de la Grande Croix » (6,3 ha).
, et une ZNIEFF de type 2,, 
le « Massif de Villefermoy » (7 033,23 ha), couvrant 12 communes du département.

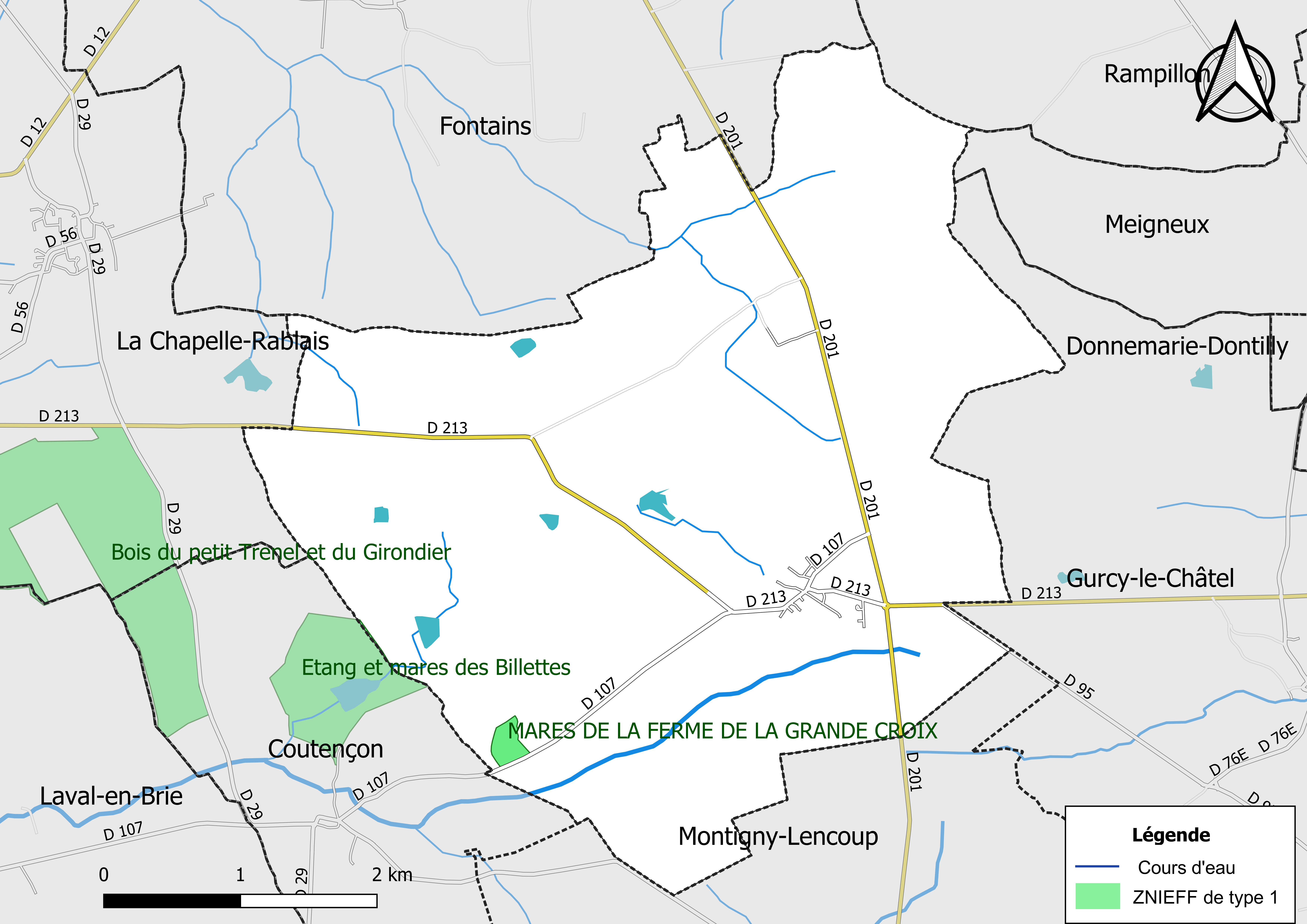
Carte des ZNIEFF de type 1 de la commune.
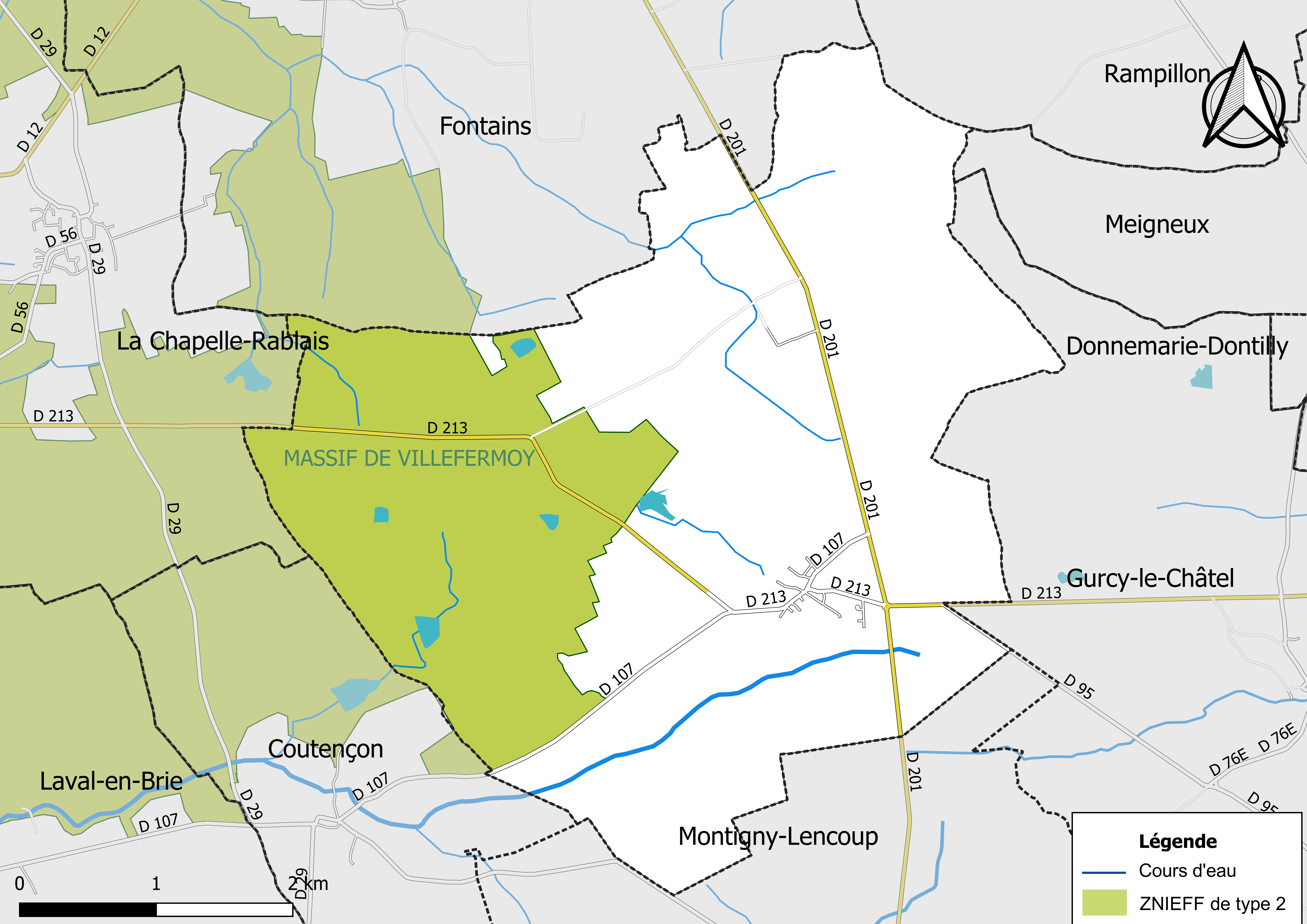
Carte des ZNIEFF de type 2 de la commune.

## Urbanisme

### Typologie
Au 1er janvier 2024, Villeneuve-les-Bordes est catégorisée commune rurale à habitat dispersé, selon la nouvelle grille communale de densité à sept niveaux définie par l'Insee en 2022.
Elle est située hors unité urbaine. Par ailleurs la commune fait partie de l'aire d'attraction de Paris, dont elle est une commune de la couronne,. Cette aire regroupe 1 929 communes,.

### Lieux-dits et écarts
La commune compte 50 lieux-dits administratifs répertoriés consultables ici dont Valjouan (ancienne commune), les Bordes (château).

### Occupation des sols
En 2018, le territoire de la commune se répartit en 56,7 % de forêts, 35,3 % de terres arables, 6,1 % de prairies et 1,9 % de zones urbanisées,.

### Logement
En 2016, le nombre total de logements dans la commune était de 275, dont 97,8 % de maisons et 0,7 % d'appartements.
Parmi ces logements, 87,4 % étaient des résidences principales, 8,5 % des résidences secondaires et 4,1 % des logements vacants.
La part des ménages fiscaux propriétaires de leur résidence principale s'élevait à 86,4 % contre 9,8 % de locataires et 3,8 % logés gratuitement,.

## Toponymie
Le nom de la localité est mentionné sous les formes Villa Nova en 1176 ;  Villeneuve les Bordes en 1793 ;  Villeneuve en 1801.
De l'oïl ville et de l'adjectif féminin nova neuve.
Le toponyme ville apparut sous les Mérovingiens aux Ve, VIe et VIIe siècles et se multiplia quand les monastères défrichèrent et mirent les « essarts » en culture.
Bordes vient du francique *borda (cabanes de planches), lui-même formé sur *bord (planche), désignant une ferme, une métairie. Ce nom désigne à l'origine l'habitant d'une ferme.

## Histoire
Bâti au XIe siècle par le comte de Champagne, ce village portait le nom de Ville-Neuve-le-Comte-Champagne. Le comte donna la seigneurie aux archevêques de Sens qui en firent deux fiefs : Villeneuve, qui revint au roi, et Les Bordes, qu’ils cédèrent à l’abbaye de Sainte-Colombe-les-Sens.
Villeneuve-le-Comte (« Villa nova comitis ») doit son développement aux bénédictins de Sainte-Colombe-lès-Sens : en 1176, Guillaume aux Blanches Mains, archevêque de Sens établit un contrat de pariage avec l’abbaye, qui apporte les fonds assurés par le prestige de son pensionnaire, Thomas Becket. Guillaume, suzerain de son frère Henri-le-Libéral, comte de Champagne, pour la châtellenie de Bray-sur-Seine, organise le développement du projet qui vise à affirmer cette frontière avec le domaine royal : les villes neuves, par leurs avantages divers, sont des paradis de colonisation de la marche forestière.
Villeneuve s’entoure de fossés et de remparts, se protège de la maison forte appelée l’Hostel-aux-Bourgeois et s’active autour de sa place sur laquelle s’élève l’Hostel du Chasnoy, relevant de la Grosse Tour de Bray.
L’abbaye fonde à l’écart le fief des Bordes et celui des Fossés, qui en dépend.
La seigneurie de Valjouan, à consonance espagnole, semble avoir été créée sous Thibaut-le-Chansonnier, comte de Champagne et roi de Navarre, avant qu’il ne se fasse saisir la châtellenie de Bray par Saint-Louis ; attestée en 1327, elle devient commune pendant la Révolution, puis est finalement rattachée à Villeneuve-les-Bordes en 1841.
En 1789, Villeneuve-les-Bordes faisait partie de l'élection de Montereau et de la généralité de Paris, et suivait la coutume de Melun.
Le 17 février 1814, les combats de Valjouan et de Villeneuve-le-Comte (nom de la commune de Villeneuve-les-Bordes à l'époque) marquent un tournant dans l'avancée de Napoléon Ier.

## Politique et administration
Villeneuve compte sous l'Ancien Régime trois seigneuries (Les Bordes, Valjouan et Villeneuve).
- En 1433, Jean de Bonay est le seigneur de Villeneuve-le-Comte.
- De 1454 à 1488, le comte de Roussy est le seigneur des Bordes.
- En 1683, le duc de Randon est le seigneur de Valjouan.
- En 1737, Daniel-Charles Trudaine est le seigneur de Villeneuve-le-Comte.
- En 1841, la commune absorbe Valjouan[29].

### Liste des maires
| Période                                  | Période   | Identité              | Étiquette | Qualité        |
| ---------------------------------------- | --------- | --------------------- | --------- | -------------- |
| Les données manquantes sont à compléter. |           |                       |           |                |
| 1811                                     | 1834      | Toussaint Delarue     |           | Administrateur |
| 1845                                     | 1847      | Charles Auguste Payen |           | Propriétaire   |
|                                          |           |                       |           |                |
| mars 1965                                | mars 1983 | Jean Laplagne         |           | Militaire      |
| mars 1983                                | mars 1989 | Pierre Loiseau        |           | Militaire      |
| mars 1989                                | juin 1989 | Georges PIinguet      |           | Militaire      |
| juin 1989                                | 2020      | Yves Duchezeau        | UMP       | Agriculteur    |
| 2020                                     | En cours  | Sabine Charles Roos   |           | Secrétaire     |

## Population et société

### Démographie
L'évolution du nombre d'habitants est connue à travers les recensements de la population effectués dans la commune depuis 1793. Pour les communes de moins de 10 000 habitants, une enquête de recensement portant sur toute la population est réalisée tous les cinq ans, les populations de référence des années intermédiaires étant quant à elles estimées par interpolation ou extrapolation. Pour la commune, le premier recensement exhaustif entrant dans le cadre du nouveau dispositif a été réalisé en 2004.

En 2022, la commune comptait 614 habitants, en évolution de +0,66 % par rapport à 2016 (Seine-et-Marne : +3,92 %, France hors Mayotte : +2,11 %).
| 1793 | 1800 | 1806 | 1821 | 1831 | 1836 | 1841 | 1846 | 1851 |
| ---- | ---- | ---- | ---- | ---- | ---- | ---- | ---- | ---- |
| 218  | 228  | 183  | 197  | 214  | 265  | 402  | 426  | 424  |

| 1856 | 1861 | 1866 | 1872 | 1876 | 1881 | 1886 | 1891 | 1896 |
| ---- | ---- | ---- | ---- | ---- | ---- | ---- | ---- | ---- |
| 432  | 444  | 476  | 428  | 414  | 409  | 423  | 413  | 422  |

| 1901 | 1906 | 1911 | 1921 | 1926 | 1931 | 1936 | 1946 | 1954 |
| ---- | ---- | ---- | ---- | ---- | ---- | ---- | ---- | ---- |
| 436  | 442  | 526  | 477  | 417  | 354  | 322  | 372  | 355  |

| 1962 | 1968 | 1975 | 1982 | 1990 | 1999 | 2004 | 2006 | 2009 |
| ---- | ---- | ---- | ---- | ---- | ---- | ---- | ---- | ---- |
| 288  | 287  | 288  | 353  | 509  | 579  | 563  | 560  | 590  |

| 2014 | 2019 | 2022 | - | - | - | - | - | - |
| ---- | ---- | ---- | - | - | - | - | - | - |
| 602  | 610  | 614  | - | - | - | - | - | - |

## Économie

### Revenus de la population et fiscalité
En 2018, le nombre de ménages fiscaux de la commune était de 243, représentant 622 personnes et la  médiane du revenu disponible par unité de consommation  de 24 210 euros.

### Emploi
En 2017, le nombre total d’emplois dans la zone était de 37, occupant 300 actifs  résidants.
Le taux d'activité de la population (actifs ayant un emploi) âgée de 15 à 64 ans s'élevait à 70,6 % contre un taux de chômage de 8,6 %. 
Les 20,8 % d’inactifs se répartissent de la façon suivante : 7,9 % d’étudiants et stagiaires non rémunérés, 5,3 % de retraités ou préretraités et 7,6 % pour les autres inactifs.

### Secteurs d'activité

#### Entreprises et commerces
En 2018, le nombre d'établissements actifs était de 25 dont 1 dans l’industrie manufacturière, industries extractives et autres, 5 dans la construction, 5 dans le commerce de gros et de détail, transports, hébergement et restauration, 1 dans les activités financières et d'assurance, 8 dans les activités spécialisées, scientifiques et techniques et activités de services administratifs et de soutien, 2 dans l’administration publique, enseignement, santé humaine et action sociale et 3  étaient relatifs aux autres activités de services.
En 2019, 3 entreprises ont été créées sur le territoire de la commune, dont 2 individuelles.
Au 1er janvier 2021, la commune ne disposait pas d’hôtel et de terrain de camping.

## Culture locale et patrimoine

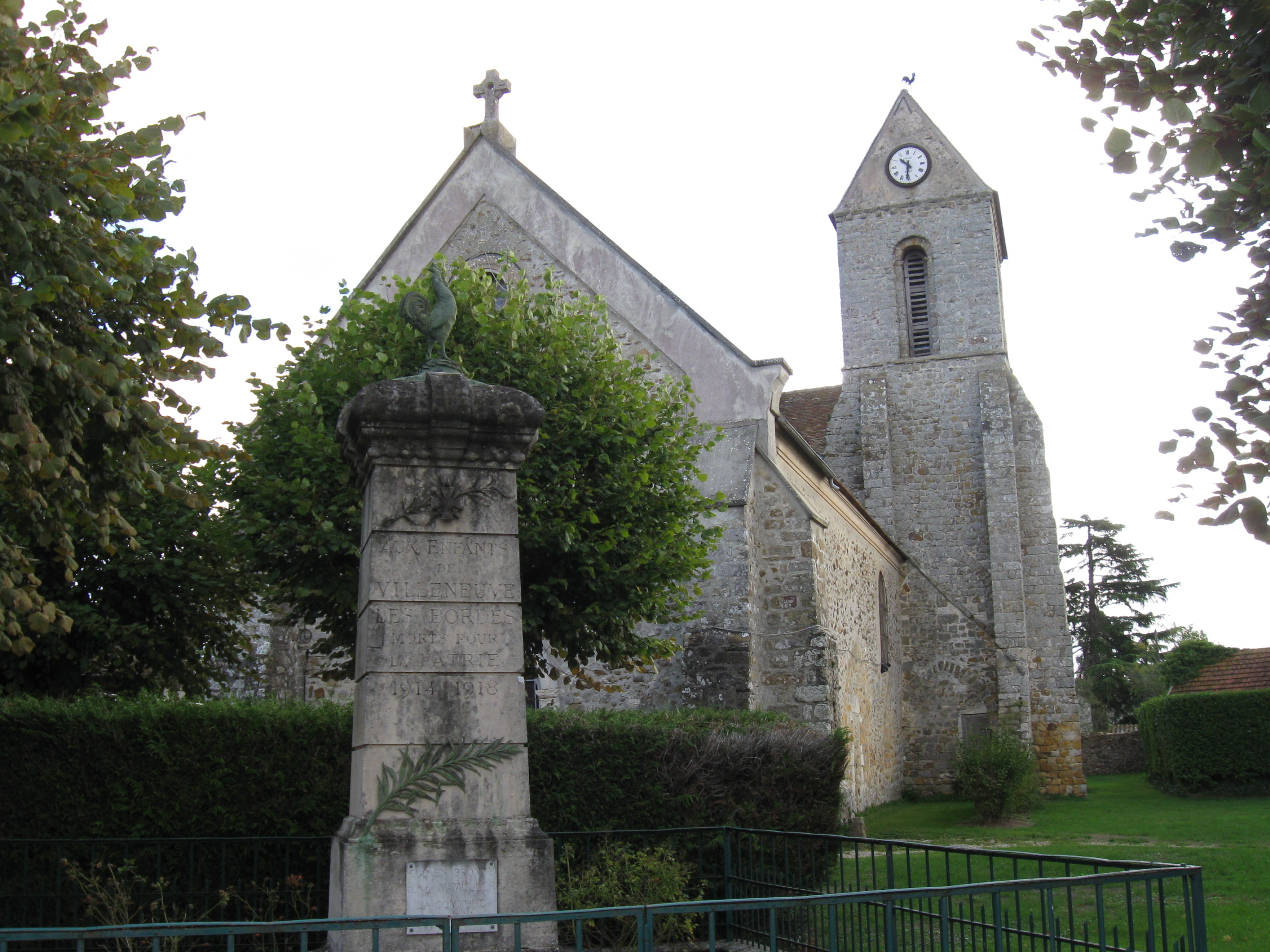
L'église Notre-Dame-et-Saint-Blaise.

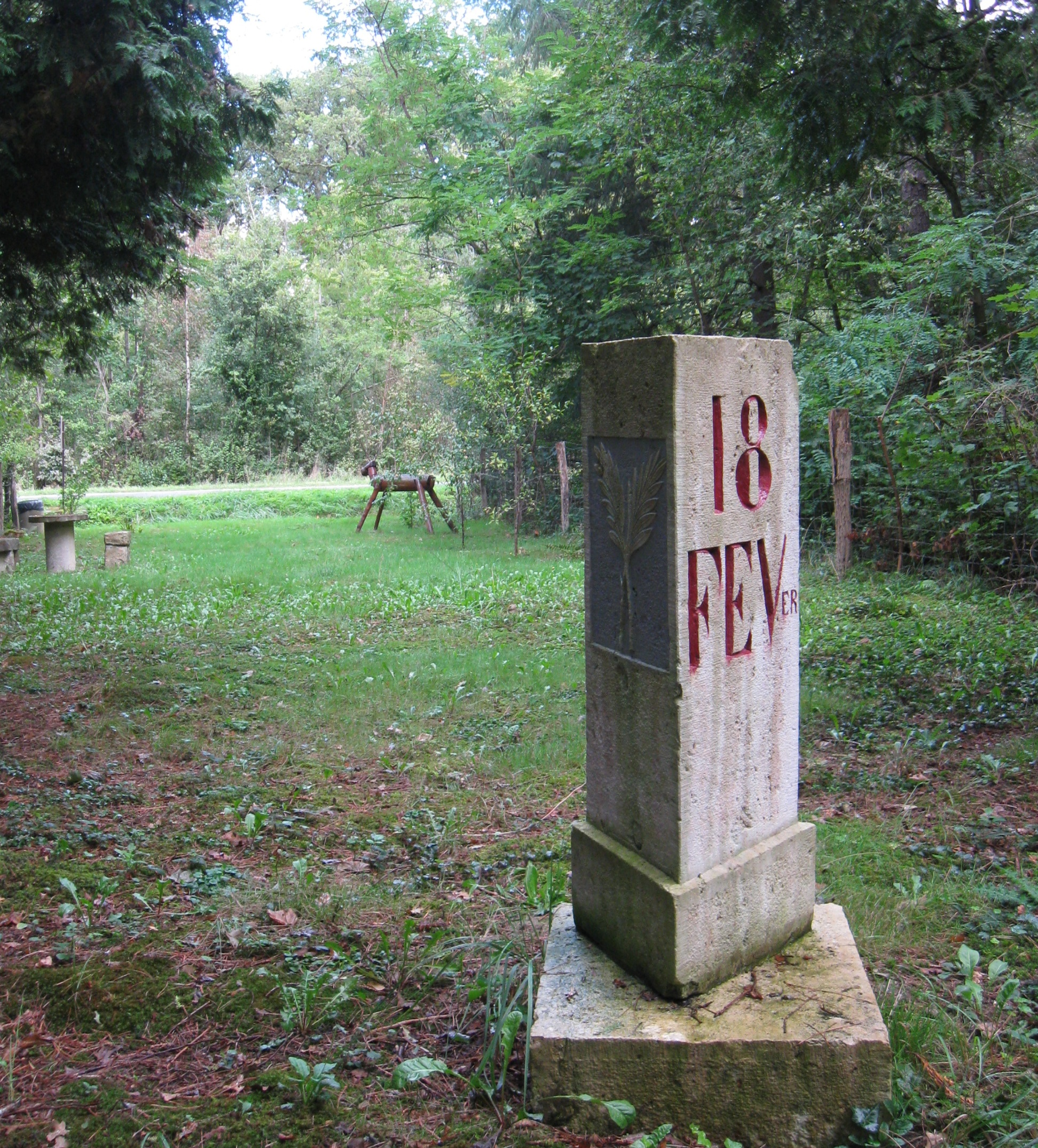
Stèle commémorant le passage de Napoléon le 18 février 1814.

### Lieux et monuments
Villeneuve-les-Bordes compte plusieurs édifices civils et religieux.
- Le château des Bordes, aux nord-ouest du village.
- La Grand-Maison

Ancien fief mouvant[Quoi ?] du château de Villeneuve. En 1597, un relais de poste aux chevaux, assurant la correspondance avec Mormant et Montereau-Fault-Yonne est établi dans la ferme attenante.
Saisie en 1757, la maison est vendue à M. de Trudaine et reçoit les audiences de justice seigneuriale. Elle sert de maison des Postes de 1776 à la Révolution.
Les blessés de la bataille de Villeneuve-Valjouan (17 février 1814) sont soignés à la Grand-Maison.
Rachetée en 1825, une partie du domaine est aliénée à la comtesse d'Haussonville, le complément revenant au docteur Nicolas Deleau. Le relais de poste est supprimé lors de la construction du chemin de fer économique en 1905. En 1972, le conseil municipal rejette le projet de création d’une zone d’aménagement contrôlé, regroupant notamment un golf et un héliport.
- L'église Notre-Dame-et-Saint-Blaise incendiée par les huguenots en 1528 et reconstruite en 1608 est inscrite MH[40].
- L'église Saint-Prix-et-Saint-Jean-l’Évangéliste de Valjouan.
- Stèle commémorant le passage de Napoléon Ier le 18 février 1814 lors de la campagne de France (1814).

### Personnalités liées à la commune
- Eugénie Caron de Beaumarchais, fille de l'écrivain Pierre-Augustin Caron de Beaumarchais. Épouse de maître Delarue, écuyer, ancien administrateur des contributions directes et maire de Villeneuve-les-Bordes jusqu’en 1834, elle est propriétaire du château des Bordes.
- Nicolas Deleau, docteur en médecine et pionnier, au XIXe siècle, des soins contre la surdité, propriétaire du château de La Grand'Maison.
- Marthe Debes, peintre et portraitiste, y meurt en 1967.